# The Transatlantic Years
The Transatlantic Years is een verzamelalbum van Dave Cartwright, uitgebracht in eigen beheer. Aan het begin van zijn albumcarrière nam Cartwright een drietal albums op voor Transatlantic Records, een platenlabel gespecialiseerd in folk en folkrock. De samenwerking wilde niet echt vlotten en de albums verdwenen geheel uit zicht, zeker toen het label failliet ging. Het terugkopen van de rechten van nummers bleek een kostbare aangelegenheid en echt veel geld daarvoor had Cartwright niet. Cartwright zelf verdween na nog een album voor DJM Records (van Elton John) geheel uit het zicht om pas weer in 2008 op te duiken. Voor de herintroductie kocht hij dan toch de rechten en zette de (in zijn ogen) belangrijkste nummers op een verzamelalbum.

## Muziek
De nummers zijn om en om afkomstig van A little bit of glory, Back to the garden en Don't let your family down, die ten tijde van de release van de CD al 35 jaar niet meer verkrijgbaar waren

| Nr. | Titel                  | Duur |
| --- | ---------------------- | ---- |
| 1.  | Song for Susan         |      |
| 2.  | To make tomorrow green |      |
| 3.  | Maggie my dear         |      |
| 4.  | Middle of the road     |      |
| 5.  | Nights of magic        |      |
| 6.  | England                |      |
| 7.  | 50 Miles of blue       |      |
| 8.  | The shepher’s return   |      |
| 9.  | Do you remember?       |      |
| 10. | Tom-all-alone          |      |
| 11. | Chains                 |      |
| 12. | The court of the queen |      |
| 13. | Oh sweet momma         |      |
| 14. | Dark-eyed sailor       |      |
| 15. | Travelling show        |      |
| 16. | It hardly ever rains   |      |
| 17. | Angeline               |      |
| 18. | It isn’t easy          |      |
| 19. | Song of Davy           |      |
| 20. | My delicate skin       |      |
| 21. | Song and dance man     |      |